# Iglesia de Santa María La Antigua
La iglesia de Santa María de la Antigua se levanta desde al menos el siglo XII en la ciudad de Valladolid (España). Conserva de fines de esa centuria o principios de la siguiente un pórtico románico en el lado norte y una esbelta torre, también románica, rematada con una flecha recubierta de teja, que la hace ser, con el de la iglesia de San Esteban (Segovia), el campanario románico más alto de la península ibérica en la actualidad. El resto del edificio es gótico y neogótico, pues se levantó en el siglo XIV y, tras posteriores añadidos en diferentes estilos, fue intensamente restaurado y reconstruido en la primera mitad del siglo XX.

## Historia del edificio

### Edad Media
Posiblemente sea una de las parroquias con más historia de Valladolid. Bajo el actual edificio se han encontrado restos de unos baños romanos. Aunque tradicionalmente asociada con el conde Pedro Ansúrez, lo cierto es que su existencia aparece por vez primera en la documentación en 1177. De esta construcción primitiva no se conserva nada. Las partes más antiguas del actual templo datan de finales del siglo XII o primeros años del siguiente y son de estilo románico: la galería porticada situada al norte del edificio, y la esbelta torre, situada a los pies, con planta cuadrada y cuatro pisos, con ventanas en los tres últimos, rematada con flecha piramidal.
El resto del templo fue reedificado probablemente en el siglo XIV, bajo el reinado de Alfonso XI de Castilla (r. 1312-1350), siguiendo el estilo gótico y con notables influencias de la catedral de Burgos. Esta iglesia del siglo XIV se organizaba en tres naves, rematadas por tres ábsides poligonales, sin girola, y crucero manifestado solo en los alzados y no en la planta. La planta presenta varias irregularidades, pues el eje del templo tiene una ligera desviación frente a los de la torre y galería porticada. Las bóvedas eran de crucería sencilla y se apeaban sobre pilares de núcleo cilíndrico con columnillas adosadas. Los plementos de la capilla mayor están calados, como sucede en la catedral burgalesa. La iluminación se resolvía con esbeltos ventanales ojivales geminados con derrame exterior e interior en los ábsides, sencillos huecos pareados en la nave central y dos grandes rosetones, cuya tracería original se desconoce, en los dos hastiales de los cruceros.

### Reformas y restauraciones: siglosXValXIX

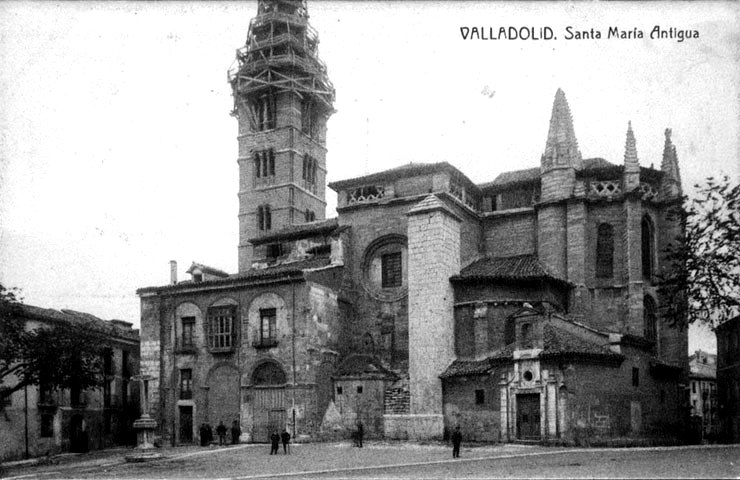
La Antigua a principios del, antes de su derribo y reconstrucción, en el momento de la restauración de la flecha de la torre. Se pueden observar varias de las edificaciones adosadas, como la casa rectoral de hacia 1500, con un mirador del y, adosada a los ábsides, la capilla de Nuestra Señora de la Soledad y Ánimas, con su portada barroca de piedra. También puede verse el gran rosetón del hastial del crucero, cegado para abrir una ventana rectangular más pequeña

El edificio sufrió múltiples reformas, debido a su carácter de parroquia populosa y por su deficiente cimentación, construido al lado de uno de los ramales del río Esgueva. Hacia 1500, se adosó a su flanco sur una casa rectoral y el ábside lateral del lado del Evangelio fue transformado, añadiéndose una sacristía. Adosada a ella, se disponía la casa de las mujeres emparedadas. En esos momentos, también se realizó un coro alto soportado por una bóveda de crucería estrellada, sobre el tramo de los pies de la nave central. A mediados del siglo XVI, el célebre arquitecto Rodrigo Gil de Hontañón, debido a la ruina del edificio, replanteó el sistema de contrarrestos del edificio, construyendo nuevos arbotantes y contrafuertes y reformando y abriendo varias ventanas. La torre también fue reformada, pues se dispusieron antepechos en todos sus huecos y su cuerpo bajo se forró con un grueso muro de piedra de más de dos metros de espesor para aumentar su estabilidad. 
Así mismo, en el siglo XVI se realizó un estimable retablo mayor, tallado por Juan de Juni entre 1550 y 1562, que enmascaró el interior del ábside central. Hacia 1706 se añadió la capilla de Nuestra Señora de la Soledad y las Ánimas, adosada al ábside lateral sur. Varios retablos de estilo barroco fueron asentados en el interior durante los siglos XVII y XVIII, contribuyendo a enmascarar más el espacio gótico, escasamente valorado durante el barroco. En algún momento, los dos grandes rosetones de los cruceros fueron cegados.
Se conoce el interior del edificio antes de las restauraciones del siglo XX gracias a una serie de fotografías publicadas por José Martí y Monsó en su obra Estudios de arte relativos principalmente a Valladolid, de 1898. El interior estaba totalmente enlucido. En el ábside mayor se encontraba el retablo de Juan de Juni y el zócalo se encontraba decorado con interesantes azulejos. El ábside del lado de la Epístola estaba dedicado a capilla del Doctor Tovar y contenía un retablo con buenas pinturas tardogóticas del siglo XV, hoy conservado en el Museo Diocesano y Catedralicio de Valladolid, y se cerraba con una apreciable reja del siglo XVI. En el muro sur del crucero se disponía un retablo barroco y se abría un arco angrelado que daba paso a la pequeña capilla de San Sebastián. En los dos pilares torales más cercanos a la cabecera, se encontraban adosados sendos retablos barrocos de hacia 1700, haciendo el oficio de colaterales. En el coro alto, obra de hacia 1500, se hallaba un órgano de fachada barroca. Tenemos noticias de órganos en esta iglesia desde los primeros años del siglo XVI, aunque hoy no conserva ninguno.

### La restauración y reconstrucción delsigloXX

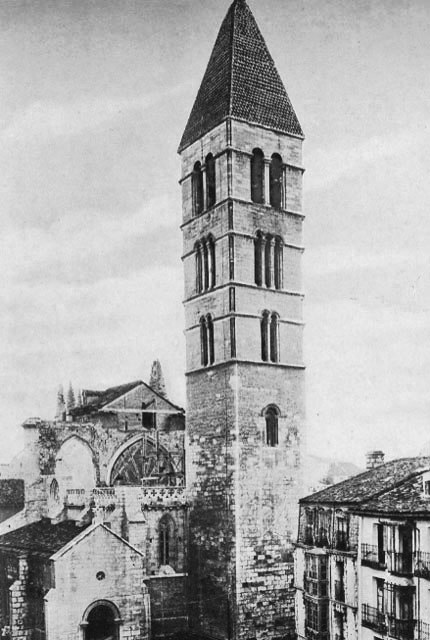
La iglesia desde el oeste, en la década de 1920. Se observan los trabajos de reconstrucción de la iglesia y cómo se han respetado de la demolición los ábsides (apareciendo el arco triunfal del ábside central apeado sobre una cercha de madera), la galería porticada y la torre. En ese momento, las nuevas naves neogóticas se estaban levantando, como puede así mismo verse. A la derecha aparece parte de la manzana de viviendas demolida en la década de 1980

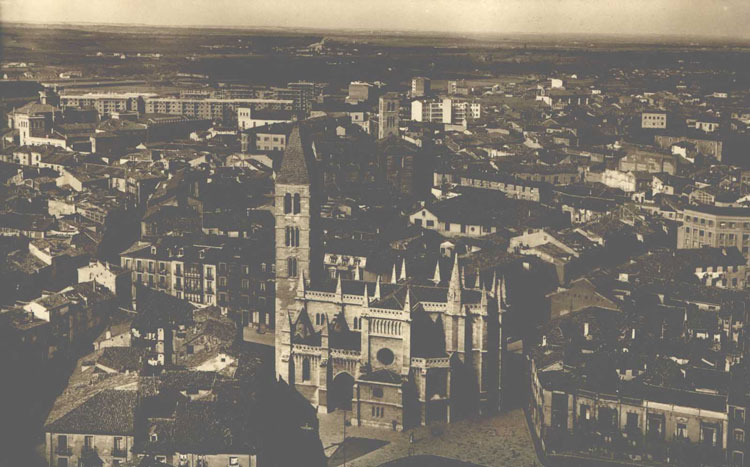
La iglesia en los años 1950.

A finales del siglo XIX, el edificio acusaba ruina inminente. En 1897, el edificio fue declarado monumento nacional, realizando el arquitecto Enrique María Repullés un informe en el que se valoraba la iglesia. Tras obtener los fondos necesarios, la restauración comenzó en 1900, bajo la dirección de Antonio Bermejo, quien intervino en la galería porticada. Al fallecer este en 1901, se nombró director de las obras a Vicente Lampérez, quien sin embargo renunció en 1904 debido a las muchas obras necesarias para salvar el edificio, en muy mal estado, al que Lampérez no asignaba el interés suficiente como para gastar tantos caudales en él. En 1908, Juan Agapito y Revilla y Santiago Guadilla de la Serna realizaron un informe en el que declararon absolutamente ruinoso todo el edificio gótico menos los ábsides, con lo que la iglesia se cerró al público, trasladándose el culto parroquial a la cercana iglesia de las Angustias. Al año siguiente, el arquitecto Ricardo García Guereta realizó un proyecto para restaurar la torre. En 1911, dado el mal estado de las partes góticas, Adolfo Fernández Casanova declaró que sería mejor derribar las naves y el crucero de la iglesia, además de todas las edificaciones adosadas, salvando los ábsides, la torre y la galería porticada románica, y realizar a continuación un edificio nuevo que no desdijera de lo conservado. A partir de 1912 se restauró la torre bajo la dirección de García Guereta, eliminando sus antepechos del siglo XVI y el gran muro que forraba su cuerpo bajo, procediendo a recalzar la torre con hormigón, además de sustituir sillares y piezas de impostas, rejuntando toda su sillería. Cuando esta fue terminada, se actuó justo de la manera propuesta por Casanova, con lo que en torno a 1915 se procedió a derribar las partes por él indicadas. El retablo de Juan de Juni se trasladó en 1922 a la catedral de Valladolid, donde se encuentra en la actualidad.

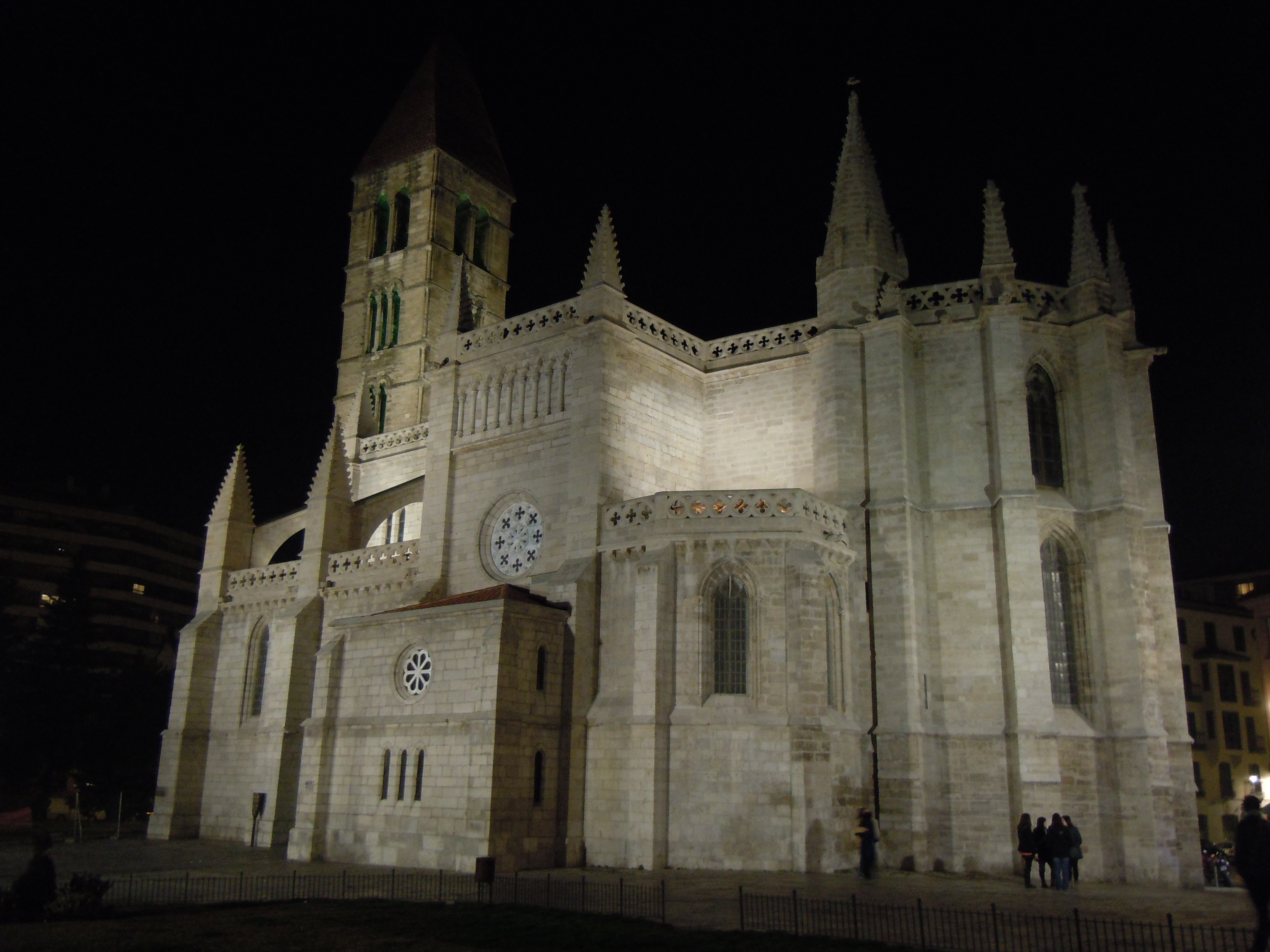
Vista nocturna

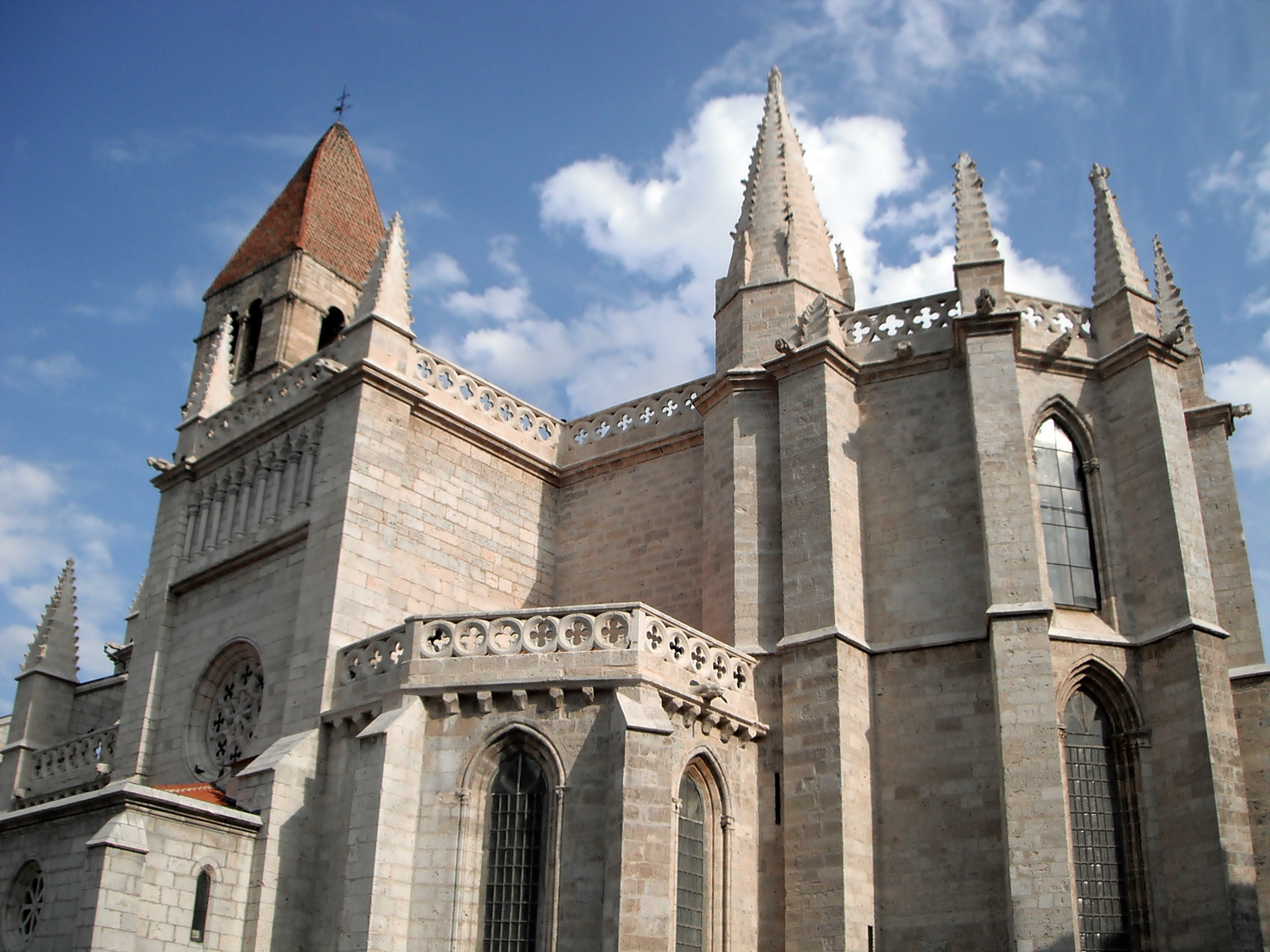
Detalle

El templo que se construyó entre aproximadamente 1918 y 1934 según los planos y dirección de Ricardo García Guereta es de estilo neogótico y trata de armonizar con los ábsides del siglo XIV conservados. Está basado en la morfología de la antigua iglesia y se organiza de igual manera: tres naves de dos tramos con crucero no marcado en planta y cubierta con bóvedas de crucería sencilla. El nuevo templo también dispone de coro alto, inspirándose en el datado en el siglo XVI, y de arbotantes. En los dos hastiales de los cruceros se introducen sendos rosetones, más pequeños que los originales, sobre los que se disponen unas galerías de arcos ciegos que no existieron antes. Los ábsides también fueron restaurados, sustituyendo numerosos sillares y molduras, cerrando las ventanas que habían sido abiertas a posteriori y abriendo las originales que había tapado el retablo de Juan de Juni. Las obras se terminaron en 1934, aunque en 1947 se realizó una sacristía neogótica adosada al crucero sur para el servicio de la iglesia y, al año siguiente, se restauró la galería porticada románica, reforzando su cimentación y saneando su cubierta. Por fin, en 1952, la iglesia se abrió de nuevo al culto.
Posteriormente, a partir de 1961, se comenzaron a realizar planes para dotar al edificio de un entorno urbano que favoreciera a su contemplación. Tras varios intentos fallidos y polémicas, se derribó en la década de 1980 una manzana de casas ruinosas muy próxima a la parte oeste del edificio para aislarlo y mejorar su visión, convirtiendo el terreno que se dejó libre en un pequeño parque. Sin embargo, esta actuación hoy parece poco afortunada, pues se eliminó una manzana de origen medieval y que contaba con interesantes viviendas del siglo XVI, XVII y XVIII, además de que dejó la iglesia descontextualizada y aislada, aun así el monumento muestra un valor y una importancia arquitectónica muy significativos.

## Yacimiento arqueológico

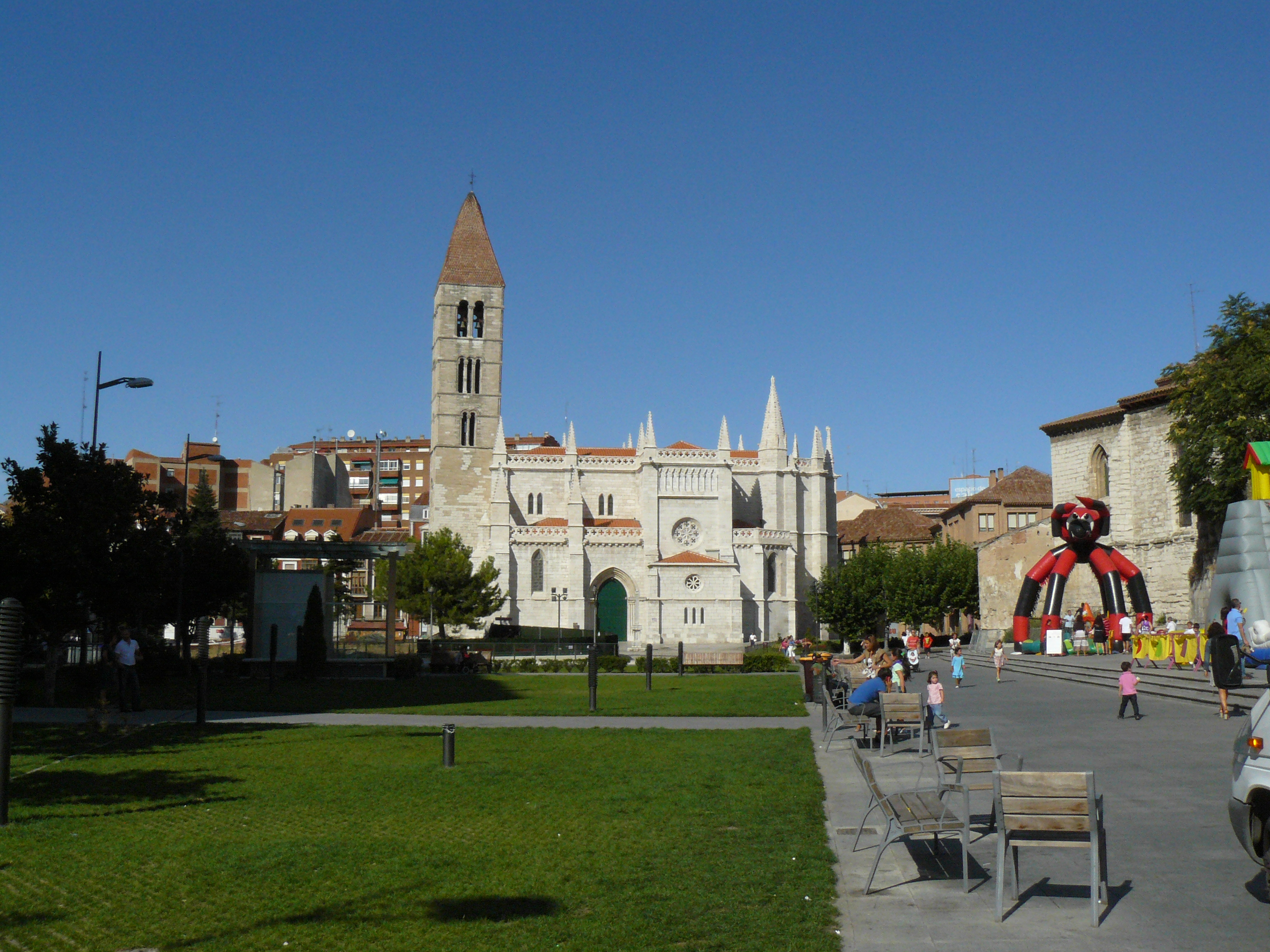
La iglesia en Plaza Portugalete. A la derecha se sitúan los restos de la Colegiata de Santa María y la inconclusa Catedral de Valladolid

En torno al templo y tras las prospecciones arqueológicas realizadas con intención de realizar un aparcamiento subterráneo para vehículos, aparecieron numerosos y valiosos restos: las únicas evidencias constructivas de época romana en la ciudad (siglos I-III), correspondientes a una construcción romana de cierta entidad,
junto a 51 enterramientos de la necrópolis medieval de la Iglesia de la Antigua, el patio de un palacio renacentista bajo el que se presume la existencia de otros restos medievales y romanos, la bóveda del cauce del río Esgueva, con los restos del antiguo Puente del Bolo de la Antigua y la manzana de edificios del siglo XVIII que se mantuvo en pie hasta hace 25 años. La integridad del yacimiento se encuentra actualmente -2012- amenazado por el proyecto de construcción del aparcamiento,
lo que ha motivado la movilización ciudadana en favor de la creación de un Parque Arqueológico.

## Descripción

### Torre

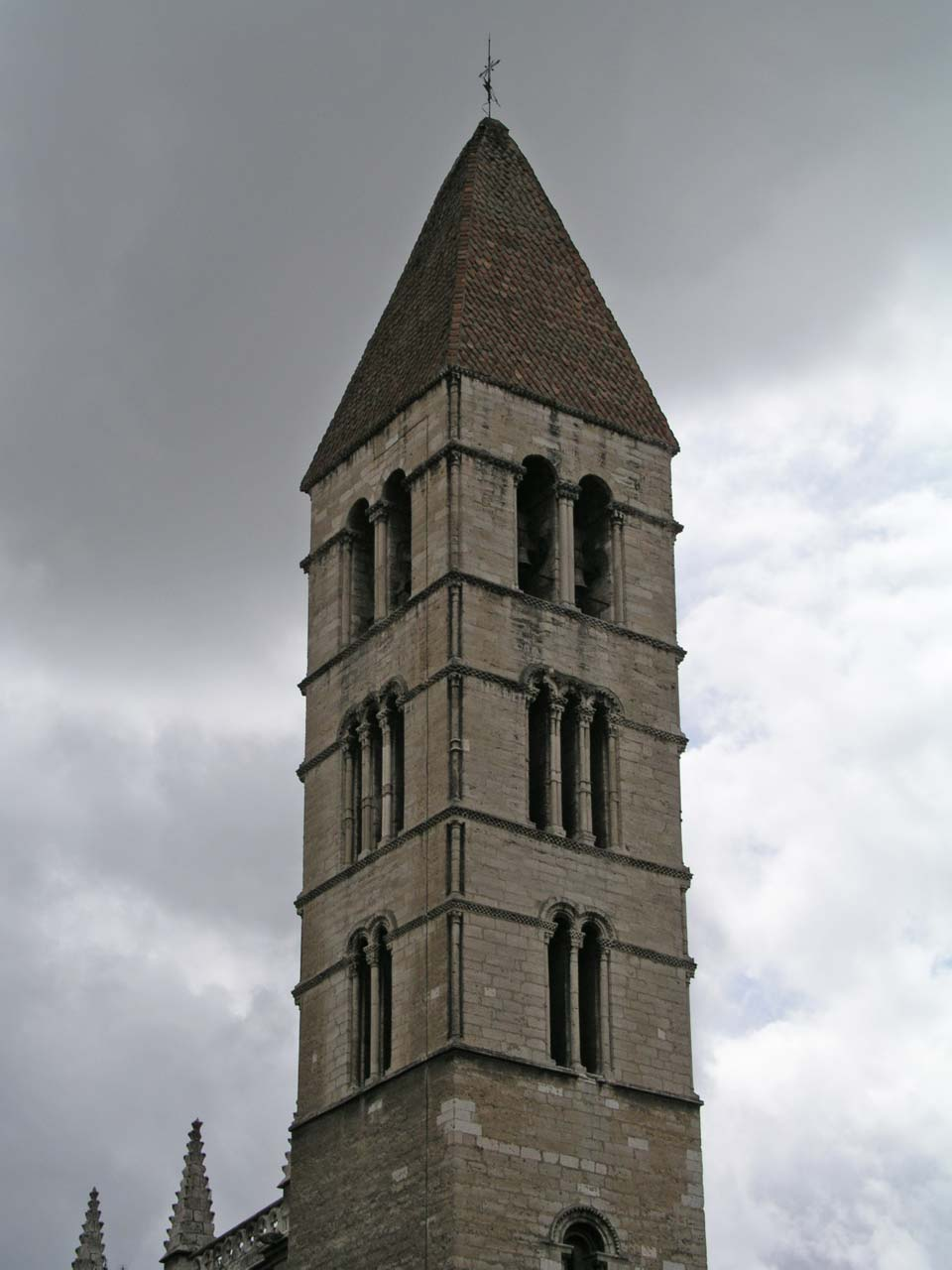
Torre románica

La torre, uno de los símbolos de Valladolid, se encuentra a los pies del edificio. Con una altura cercana a los 50 metros, es actualmente, junto con el de la iglesia de San Esteban (Segovia), el campanario románico más alto de la península ibérica.
Posee planta cuadrada y cuatro pisos al exterior, separados por impostas ajedrezadas, rematándose con una fecha de base cuadrada y con teja cerámica al exterior, que se configura interiormente a partir de dos falsas cúpulas por aproximación de hiladas (a la manera de la cubierta de un chozo) consecutivas. 
En el cuerpo bajo de la torre se albergan dos estancias superpuestas: un baja, cubierta con bóveda de cañón apuntado y que hoy es capilla bautismal, a la cual se entra por el interior de la iglesia a través de una sencilla portada de arquivolta simple sobre jambillas, y otra alta, más pequeña que la anterior, a la cual se accede desde el coro del templo por una portada tardorrománica de arquivolta simple; desde esta última se sube, por una escalera de caracol, hasta los niveles del campanario, en donde el interior de la torre es hueco mientras que en los muros se abre una serie de ventanas agrupadas de forma que van generando una tensión ascensional, lo que enfatiza la esbeltez de la torre, a lo que también contribuyen las impostas exteriores de ajedrezados, dispuestas rítmicamente. Las ventanas poseen arcos de medio punto sin abocinamiento y moldurados apeados sobre columnillas con capiteles de tema vegetal o geométrico que se disponen en las jambas de los huecos. También es de advertir la valoración plástica y el énfasis dado a las esquinas de la torre a través de disponer en ellas de columnillas similares a las que se disponen en las jambas de los huecos.
La torre posee actualmente seis campanas. La más antigua, de 1599, se ubica al lado norte y su iconografía sigue aún formas góticas. Al lado este existe otra de finales del siglo XIX. Las restantes campanas datan de 1914 menos una, refundida hace pocos años.

### Pórtico

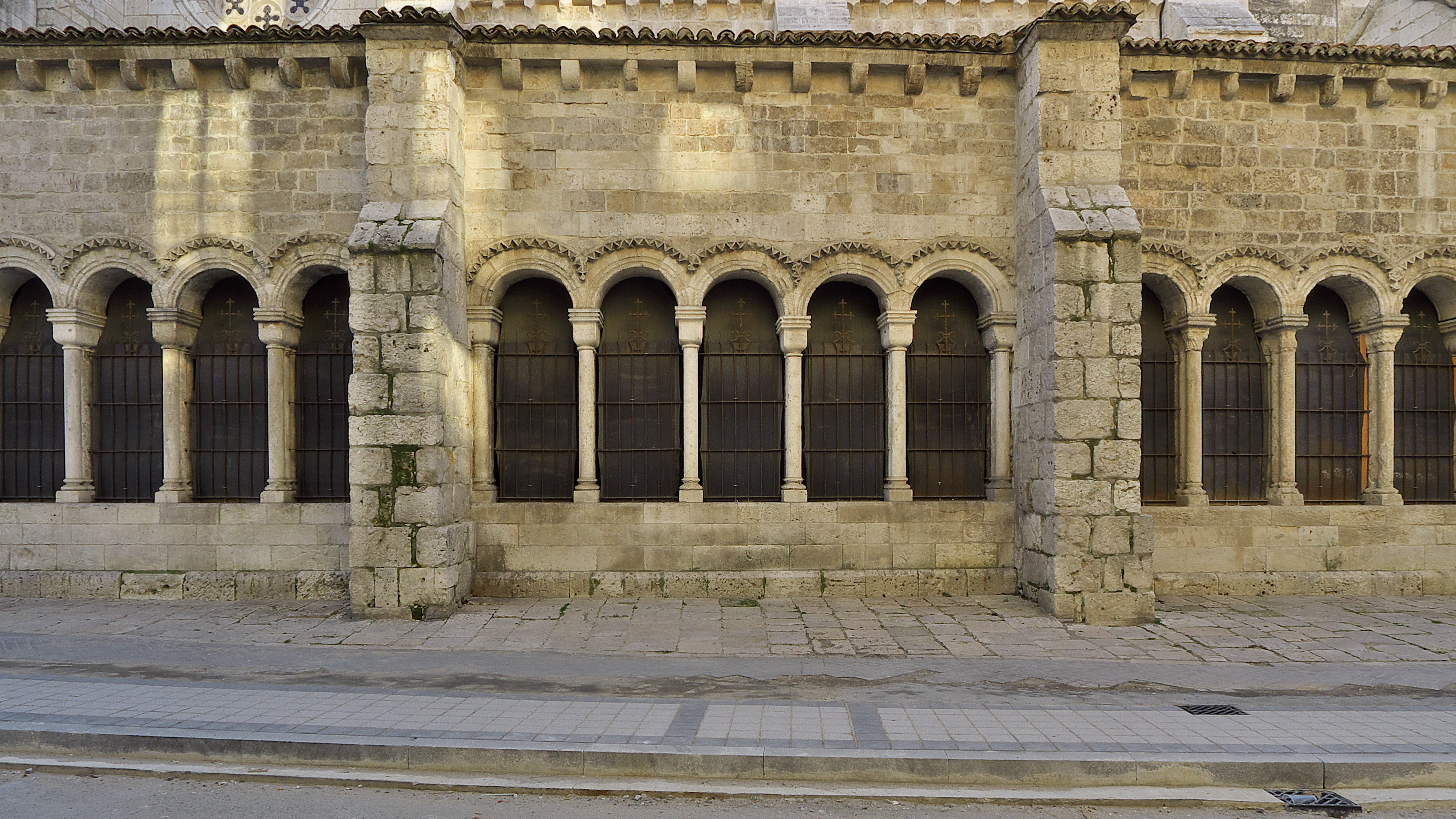
Pórtico

La galería porticada, que se halla en el costado norte del edificio, presenta catorce arcos de medio punto separados en tres tramos de cinco, cinco y cuatro arcos respectivamente, separados por poderosos contrafuertes de influencia cisterciense. Los arcos son sencillamente moldurados, con un guardapolvo de puntas de diamante, y se apean, como en el claustro del cercano monasterio cisterciense de Santa María de Valbuena, sobre columnas de triple fuste cuyos capiteles prácticamente se han perdido. La cornisa que remata esta galería porticada se apea sobre sencillos canecillos lisos.

### Iglesia

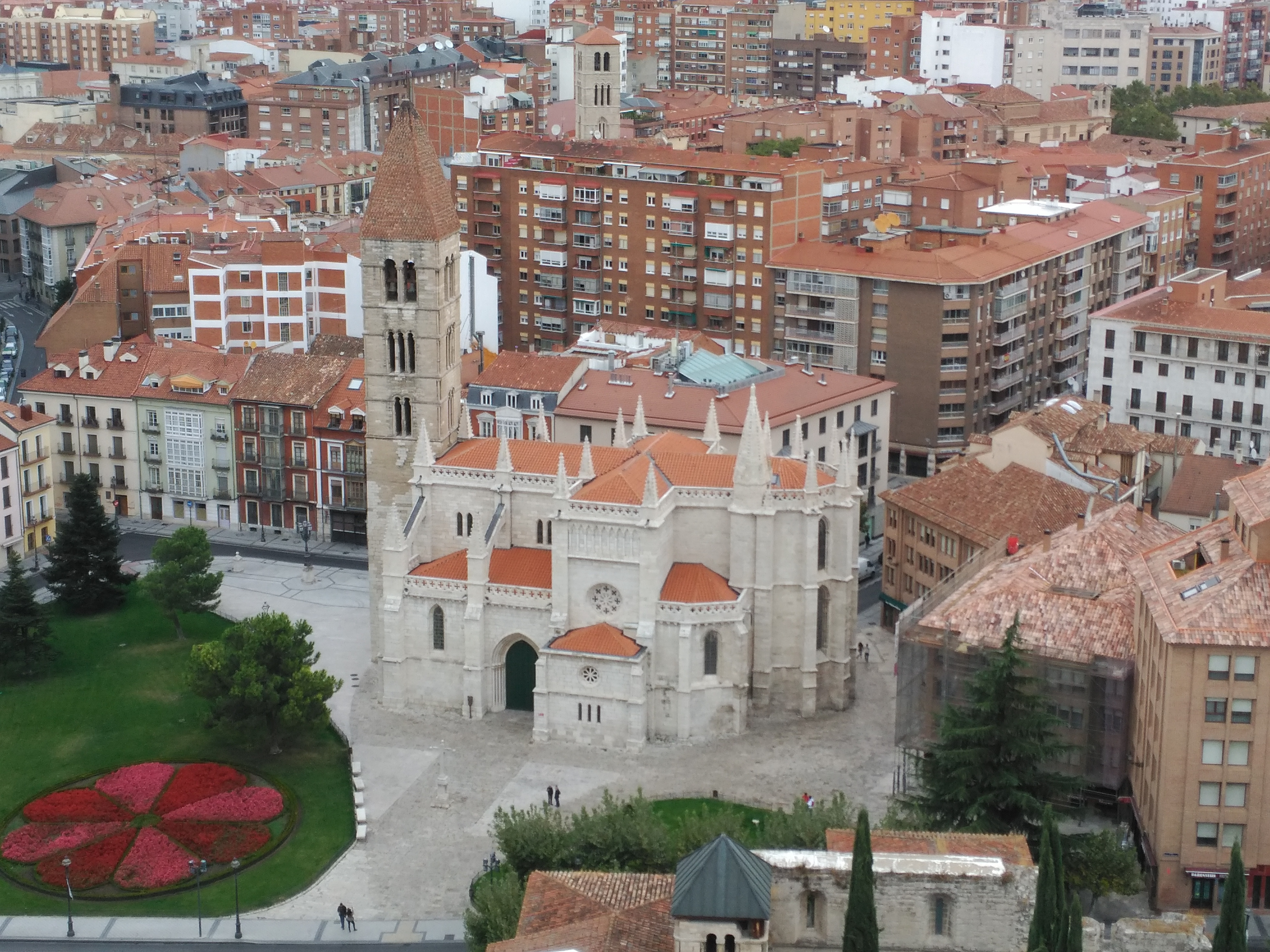
La iglesia de la Antigua en 2016 vista desde el ascensor de la torre de la Catedral de Valladolid, inaugurado en 2014

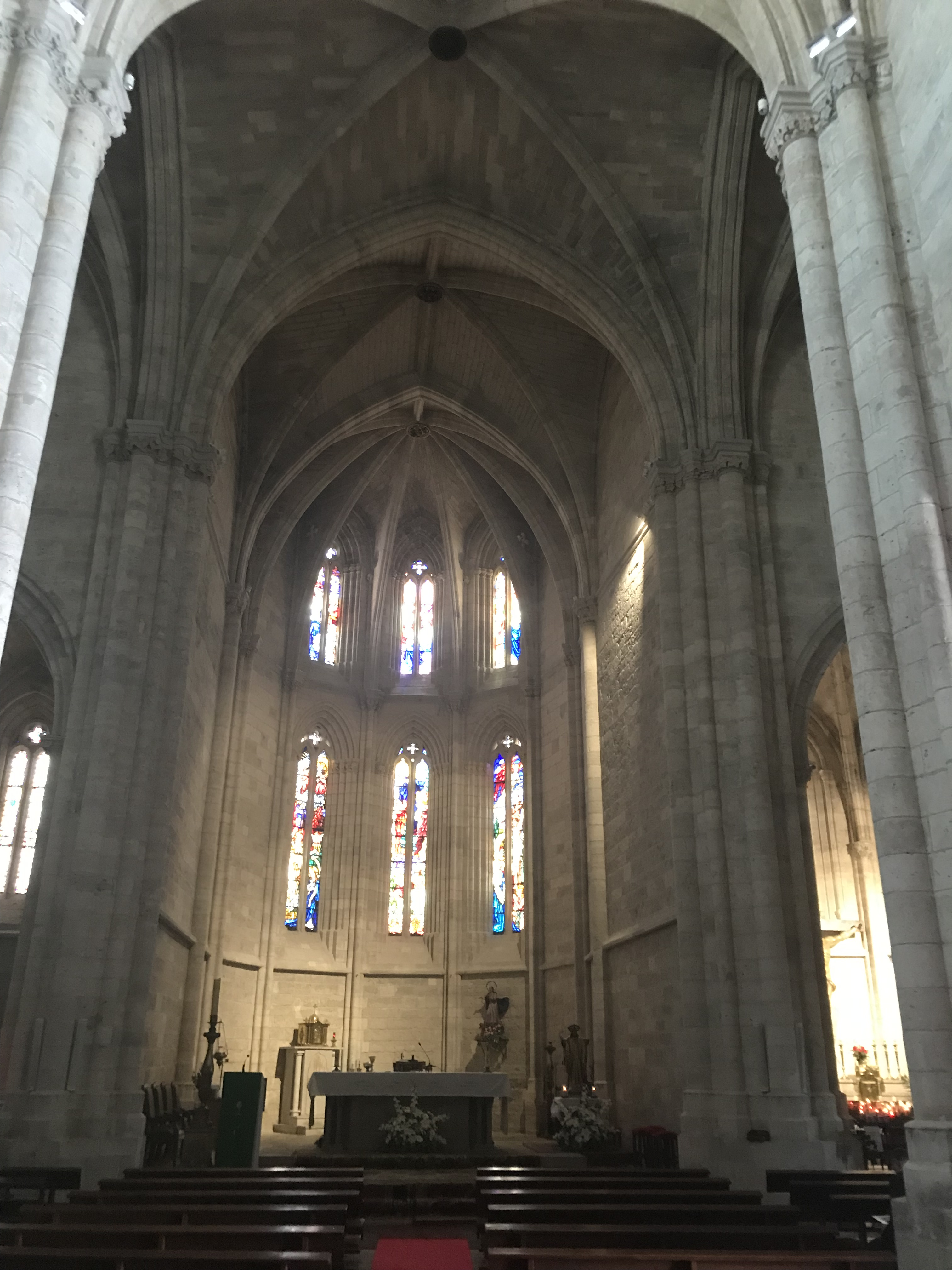
La Antigua - Interior hacia la cabecera, mostrando el ábside central, obra del

La iglesia presenta tres naves de dos tramos, crucero manifestado solo en alzado y cabecera con tres ábsides poligonales.
Los ábsides muestran ventanas geminadas ojivales separadas verticalmente por potentes contrafuertes coronados por pináculos. Las ventanas muestran derrame interior y exterior con columnillas, teniendo un nivel de ventanas los ábsides laterales y dos el central. Los ábsides se rematan por fuera con una balaustrada calada y con gárgolas, de las cuales varias son originales y muestran influencias burgalesas. En el interior, los ábsides se cubren con bóvedas nervadas, cuyos nervios se apean sobre columnillas con capiteles de tema vegetal o con figuras de animales o personas; los plementos del ábside principal (el central) están calados con rosas, algo también propio del gótico burgalés.
El crucero, reconstruido en el siglo XX, muestra en sus hastiales dos rosetones con derrame solo exterior con tracería a base de círculos quizá inspirada en el rosetón occidental de la Catedral de Burgos. Se cubre con bóvedas de crucería sencilla apeada sobre pilares de núcleo cilíndrico con columnillas adosadas o bien sobre sobrias ménsulas. Al exterior, todo se remata con una balaustrada calada. El crucero sur tiene adosada en su hastial la sacristía neogótica realizada en 1947, cuyo interior es completamente utilitario. Las naves laterales y la central, también procedentes de la reconstrucción de las primeras décadas de la pasada centuria, muestran una cubrición similar a base de bóvedas de crucería sencilla apeada sobre pilares de núcleo cilíndrico con columnillas del tipo mencionado, separándose las tres naves mediante arcos ojivales moldurados que descansan sobre los dichos pilares. La iluminación se resuelve con sencillos huecos pareados a la nave central, más alta que las laterales, y con ventanas con arco apuntado geminadas con derrame solo exterior en las naves laterales. Al exterior, los esfuerzos de la bóveda de la nave central se resuelven con cuatro arbotantes y los de las bóvedas de las naves laterales, con contrafuertes coronados con pináculos.

### Fachada

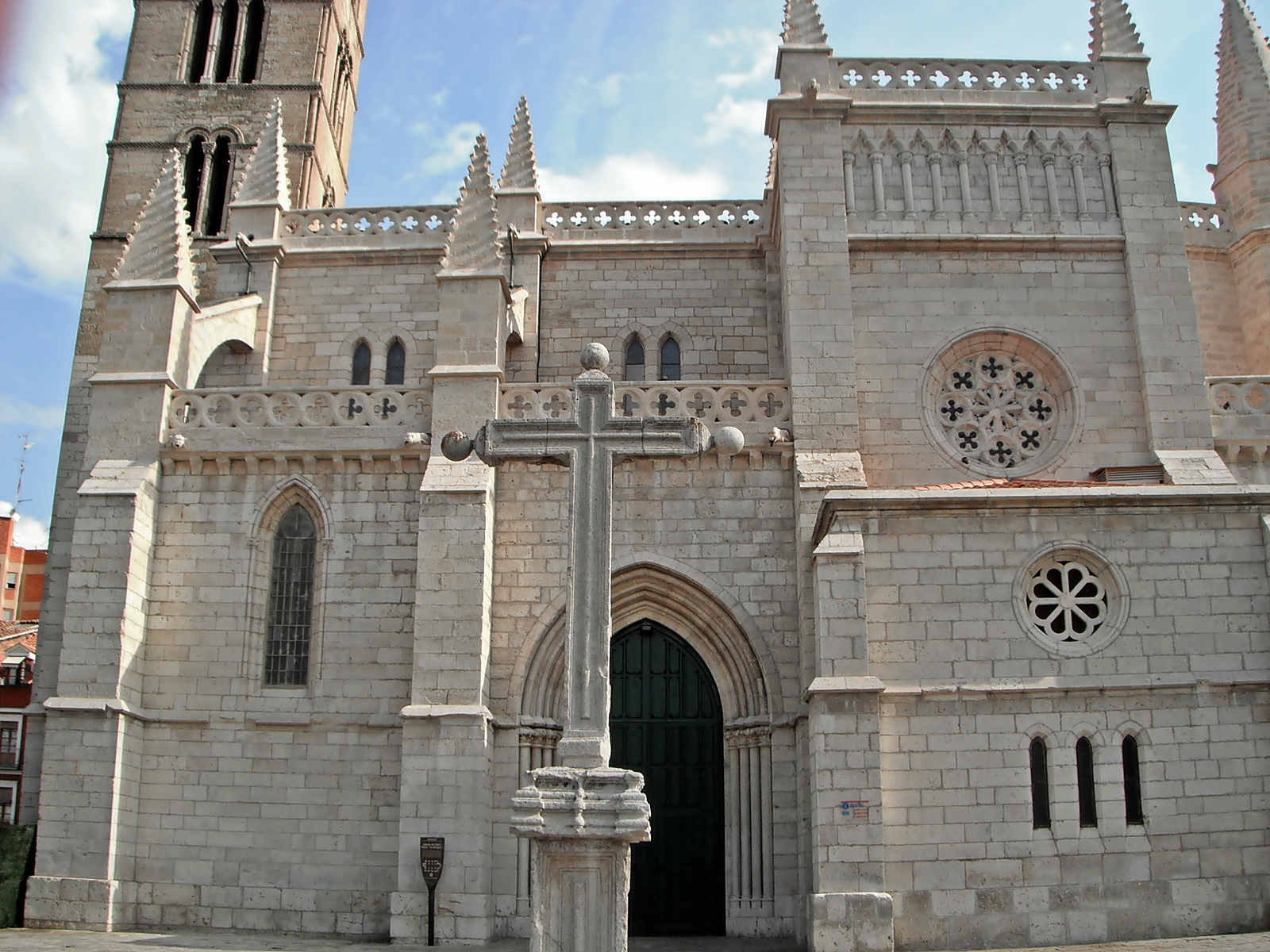
Portada

La puerta de ingreso se halla en el muro sur de la nave lateral del lado de la Epístola. Es del siglo XX, aunque se inspira en la original; es ojival con abocinamiento, apeándose las sencillas arquivoltas sobre columnillas de simple capitel vegetal.
Todas las ventanas muestran vidrieras realizadas en el siglo XX, siguiendo modelos antiguos.
Delante del edificio, se encuentra una cruz de piedra, barroca, que señala el centro del lugar que fue cementerio donde se enterraba a los pobres de la parroquia y los que fallecían en el próximo Hospital de Santa María de Esgueva.

### Obras de arte
Hoy en día el templo está despojado de muchas de las obras de arte mueble que contuvo, debido al criterio de unidad de estilo de los restauradores, y muestra por dentro y por fuera su desnuda arquitectura románica y fundamentalmente gótica y neogótica. Hay solamente dos pequeños retablos, situados a los pies de las naves laterales, dedicados a San Roque (barroco, del siglo XVII) y a Nuestra Señora de los Ángeles (ecléctico, de inicios del siglo XX), este último rematado lateralmente por dos lienzos del pintor vallisoletano Pablo Puchol que representan a San Francisco de Paula y Santiago el Menor.
En el ábside lateral del lado de la epístola se halla el Cristo de la Preciosísima Sangre, realizado en 1953 por Genaro Lázaro Gumiel, inspirado en un Cristo de Juan de Juni que se ubica en el Iglesia de San Pablo. La primera imagen es la titular de la Real y Venerable Cofradía de la Preciosísima Sangre de Nuestro Señor Jesucristo, cuya sede se halla en este templo.